# Landtagswahlkreis Hochsauerlandkreis II
Der Landtagswahlkreis Hochsauerlandkreis II ist ein Landtagswahlkreis in Nordrhein-Westfalen. Zur Landtagswahl 2010 umfasste er die dem Hochsauerlandkreis angehörigen Gemeinden Bestwig, Brilon, Hallenberg, Marsberg, Medebach, Meschede, Olsberg und Winterberg. Die Wahlkreisnummer beträgt momentan 125.

## Landtagswahl 2022
Wahlberechtigt waren 96.321 Einwohner, die Wahlbeteiligung lag bei 58,6 Prozent.
| Direktkandidat       | Partei   | Erststimmen in % | Zweitstimmen in % |
| -------------------- | -------- | ---------------- | ----------------- |
| Hubertus Weber       | SPD      | 25,3             | 23,9              |
| Matthias Kerkhoff    | CDU      | 51,4             | 48,8              |
| Bastian Grunwald     | GRÜNE    | 8,3              | 10,1              |
| Jobst Heinrich Köhne | FDP      | 4,7              | 5,4               |
| Nils Hartwig         | AfD      | 5,4              | 5,6               |
| Reinhard Prange      | LINKE    | 1,2              | 1,1               |
| Sonstige             | Sonstige | 3,7              | 5,2               |

Der traditionell konservative Wahlkreis wird im Landtag durch den direkt gewählten Wahlkreisabgeordneten Matthias Kerkhoff (CDU) vertreten, der dem Parlament seit 2012 angehört.

## Landtagswahl 2017
Wahlberechtigt waren 98.663 Einwohner, die Wahlbeteiligung lag bei 66,8 Prozent.
| Direktkandidat       | Partei   | Erststimmen in % | Zweitstimmen in % |
| -------------------- | -------- | ---------------- | ----------------- |
| Peter Newiger        | SPD      | 24,1             | 24,9              |
| Matthias Kerkhoff    | CDU      | 56,5             | 47,4              |
| Oliver Misselke      | GRÜNE    | 2,8              | 3,1               |
| Jobst Heinrich Köhne | FDP      | 8,2              | 11,5              |
| Steven Sven Salewski | PIRATEN  | 1,5              | 0,7               |
| Reinhard Prange      | LINKE    | 3,9              | 2,9               |
| –                    | AfD      | –                | 6,0               |
| Sonstige             | Sonstige | 2,9              | 3,5               |

## Landtagswahl 2012
Wahlberechtigt waren 100.400 Einwohner, die Wahlbeteiligung lag bei 60,8 Prozent.
| Direktkandidat       | Partei       | Erststimmen in % | Zweitstimmen in % |
| -------------------- | ------------ | ---------------- | ----------------- |
| Matthias Kerkhoff    | CDU          | 47,3             | 40,0              |
| Ferdinand Wiegelmann | SPD          | 33,1             | 32,4              |
| Martina Wolf         | GRÜNE        | 5,6              | 6,8               |
| Nancy Schmidt        | FDP          | 3,9              | 8,0               |
| Tanja Wiese          | LINKE        | 1,9              | 1,8               |
| Florian Otto         | PIRATEN      | 7,0              | 7,0               |
| Christa Hudyma       | Freie Wähler | 1,2              | 0,8               |
| −                    | Sonstige     | –                | 3,2               |

## Landtagswahl 2010
Wahlberechtigt waren 101.473 Einwohner, die Wahlbeteiligung lag bei 61,2 Prozent.
| Direktkandidat    | Partei   | Erststimmen in % | Zweitstimmen in % |
| ----------------- | -------- | ---------------- | ----------------- |
| Hubert Kleff      | CDU      | 53,4             | 47,8              |
| Karsten Rudolph   | SPD      | 31,3             | 28,8              |
| Detlev Kleemann   | GRÜNE    | 5,7              | 7,3               |
| Joseph Mühlenbein | FDP      | 5,0              | 6,7               |
| Reinhard Prange   | LINKE    | 4,6              | 4,2               |
| –                 | Sonstige | –                | 5,2               |

## Landtagswahl 2005
Wahlberechtigt waren 112.180 Einwohner.
| Direktkandidat     | Partei | Stimmen in % |
| ------------------ | ------ | ------------ |
| Karsten Rudolph    | SPD    | 26,8         |
| Hubert Kleff       | CDU    | 60,0         |
| Karl Peter Brendel | FDP    | 5,6          |
| Reinhard Heithorst | GRÜNE  | 3,2          |
| Arnd Schubeus      | REP    | 0,6          |
| Torsten Wichert    | PDS    | 0,6          |
| Daniela Wegener    | NPD    | 0,9          |
| Dirk Engemann      | ödp    | 0,3          |
| Karl Kempen        | WASG   | 2,0          |

## Geschichte
Der heutige Wahlkreis Hochsauerlandkreis II ging zur Landtagswahl 1980 aus dem Wahlkreis Brilon hervor, er umfasste alle Gemeinden des heutigen Wahlkreises bis auf Meschede. In diesem Zuschnitt war er mit dem ehemaligen Landkreis Brilon weitestgehend deckungsgleich. Zur Landtagswahl 2000 wurde er jedoch in Hochsauerlandkreis I – Soest III umbenannt, sein Gebiet wurde um die Stadt Rüthen des Kreises Soest erweitert. Die Reduzierung der Wahlkreise bei der darauffolgenden Landtagswahl 2005 sorgte für die Auflösung des Wahlkreises Hochsauerlandkreis III – Siegen-Wittgenstein I, aus welchem die Stadt Meschede dem Wahlkreis zugeschlagen wurde, welcher nunmehr Hochsauerlandkreis II – Soest III hieß. Erst zur Landtagswahl 2010 wurde Rüthen wieder dem Landtagswahlkreis Soest II zugeordnet, die Zuordnung zum bisherigen Wahlkreis sorgte für Kritik. Seit dieser Wahl trägt der Wahlkreis seinen heutigen Namen.
Der Wahlkreis wurde stets von der CDU gewonnen:
| Jahr | Wahlkreisname                         | Direktmandat                     |
| ---- | ------------------------------------- | -------------------------------- |
| 1947 | 131 Brilon                            | Josef Schmelzer                  |
| 1950 | 131 Brilon                            | Wilhelm Otto                     |
| 1954 | 131 Brilon                            | Wilhelm Otto                     |
| 1958 | 131 Brilon                            | Hubertus Freiherr von Elverfeldt |
| 1962 | 131 Brilon                            | Hubertus Freiherr von Elverfeldt |
| 1966 | 134 Brilon                            | Hubertus Freiherr von Elverfeldt |
| 1970 | 134 Brilon                            | Franz Hillebrand                 |
| 1975 | 134 Brilon                            | Hans Watzke                      |
| 1980 | 143 Hochsauerlandkreis II             | Hans Watzke                      |
| 1985 | 143 Hochsauerlandkreis II             | Hans Watzke                      |
| 1990 | 143 Hochsauerlandkreis II             | Günter Langen                    |
| 1995 | 143 Hochsauerlandkreis II             | Günter Langen                    |
| 2000 | 142 Hochsauerlandkreis I – Soest III  | Günter Langen                    |
| 2005 | 125 Hochsauerlandkreis II – Soest III | Hubert Kleff                     |
| 2010 | 125 Hochsauerlandkreis II             | Hubert Kleff                     |
| 2012 | 125 Hochsauerlandkreis II             | Matthias Kerkhoff                |
| 2017 | 125 Hochsauerlandkreis II             | Matthias Kerkhoff                |